# 中河原駅
中河原駅（なかがわらえき）は、東京都府中市住吉町二丁目にある、京王電鉄京王線の駅である。京王中央管区所属。駅番号はKO26。

## 歴史

### 年表
- 1925年（大正14年）3月24日：玉南電気鉄道の駅として開設[2]。
- 1926年（大正15年）12月1日：合併に伴い、京王電気軌道（現・京王電鉄）の駅となる[3]。
- 1944年（昭和19年）5月31日：陸上交通事業調整法に伴う戦時合併に伴い、東急電鉄（大東急）の駅となる[3]。
- 1948年（昭和23年）6月1日：東急から京王帝都電鉄が分離独立、同社の駅となる[3]。
- 1974年（昭和49年）7月30日：高架駅化[2][4]。
- 1984年（昭和59年）10月7日：中河原駅北口地区市街地再開発準備組合設立[5]。
- 1988年（昭和63年）1月14日：第一種市街地再開発事業の都市計画決定[5]。
- 1993年（平成5年）3月23日：再開発ビル工事着工[5]。
- 1994年（平成6年：駅前広場整備工事着工[5]。
- 1995年（平成7年）
  - 2月1日：再開発ビル完成[5]。
  - 2月2日：再開発ビルオープン。キーテナントのライフ府中中河原店、1階テナント開業[5]。
  - 3月：駅前広場完成、使用開始[5]。
- 1996年（平成8年）
  - 2月：国と東京都・府中市が支援した、中河原駅北口地区市街地再開発事業完了。
  - 3月19日：中河原駅北口地区市街地再開発組合解散[5]。
- 2004年（平成16年）12月：駅舎リニューアル完了、バリアフリー設備としてエレベーター新設。

### 駅名の由来
駅所在地付近の古地名から。かつて多摩川は現在より北側の府中崖線付近（南武線の分倍河原駅付近はこれに沿って走る）を流れ、浅川が現在の多摩川付近を流れており、多摩川と浅川の中間の河原に集落があったためとされる。また多摩川で砂利採取が広く行われていた時代には、駅北側に砂利の処理場があった。

## 駅構造
相対式ホーム2面2線を有する高架駅。高架下を東京都道18号府中町田線（鎌倉街道）が通る。
駅事務室、自動券売機、改札とホーム間に低い中2Fが設けられる。この中2Fと上下ホーム間にはエレベーターと上り専用エスカレーターが、改札と中2階間にはエレベーターが設置されている。トイレは中F階奥にあり、車椅子・オストメイト対応の多機能トイレ（京王電鉄では「だれでもトイレ」と呼称）も設置している。
2番線京王八王子寄りには、平日・土曜（年末年始を除く）午前6時30分 - 午前9時のみ開く、入場専用臨時改札が設置されている。

### 駅構内商業施設
駅構内（全て改札外）では、以下の店舗が営業している。
- ミネドラッグ 中河原駅前店
- みずほ銀行 京王中河原駅出張所（ステーションATM）
- ちよだ鮨 中河原駅店（寿司テイクアウト）
- 新宿さぼてんデリカ 中河原駅店（揚げ物・サンドイッチテイクアウト）
- キッチンオリジン 中河原駅前店（弁当・惣菜テイクアウト）

その他のサービスとして、駅ナカ保育所、歯科クリニック、美容室などが入居している。

### のりば
| 番線 | 路線   | 方向 | 行先                                      |
| ---- | ------ | ---- | ----------------------------------------- |
| 1    | 京王線 | 下り | 京王八王子・高尾山口・多摩動物公園方面    |
| 2    | 京王線 | 上り | 調布・明大前・笹塚・新宿・ 都営新宿線方面 |

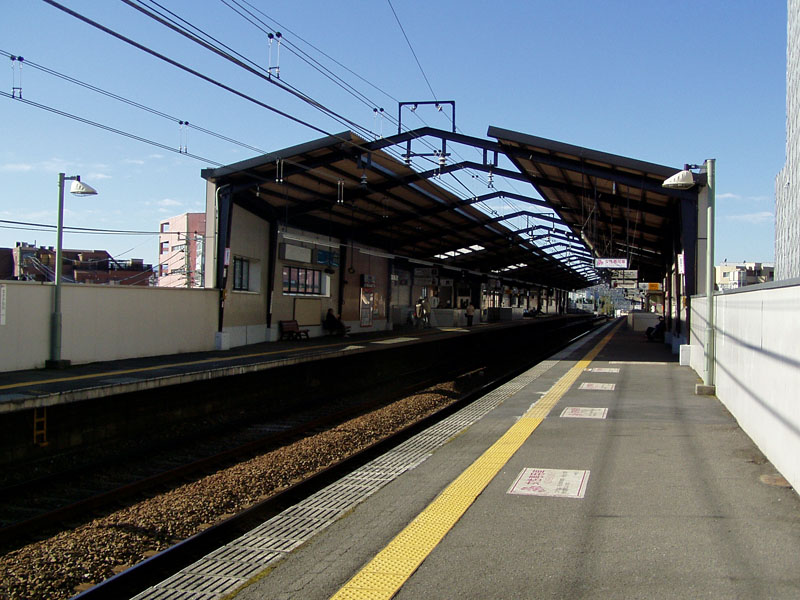
ホーム（2008年1月3日）
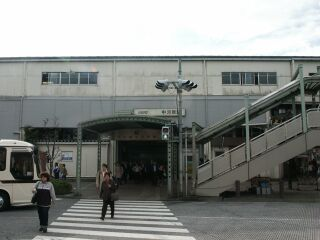
リニューアル前の駅入口（2003年11月4日）

## 利用状況
2024年度（令和6年度）の1日平均乗降人員は24,800人である。
近年の1日平均乗降・乗車人員の推移は以下の通り。
| 年度               | 1日平均 乗降人員 | 1日平均 乗車人員 | 出典     |
| ------------------ | ---------------- | ---------------- | -------- |
| 1955年（昭和30年） | 1,838            |                  |          |
| 1960年（昭和35年） | 3,632            |                  |          |
| 1965年（昭和40年） | 7,929            |                  |          |
| 1970年（昭和45年） | 16,226           |                  |          |
| 1975年（昭和50年） | 24,062           |                  |          |
| 1980年（昭和55年） | 23,121           |                  |          |
| 1985年（昭和60年） | 26,329           |                  |          |
| 1990年（平成02年） | 30,975           | 15,364           | [ * 1 ]  |
| 1991年（平成03年） |                  | 15,732           | [ * 2 ]  |
| 1992年（平成04年） | 32,724           | 16,268           | [ * 3 ]  |
| 1993年（平成05年） |                  | 16,121           | [ * 4 ]  |
| 1994年（平成06年） |                  | 15,838           | [ * 5 ]  |
| 1995年（平成07年） | 31,794           | 15,689           | [ * 6 ]  |
| 1996年（平成08年） |                  | 15,822           | [ * 7 ]  |
| 1997年（平成09年） |                  | 15,890           | [ * 8 ]  |
| 1998年（平成10年） |                  | 16,151           | [ * 9 ]  |
| 1999年（平成11年） |                  | 14,904           | [ * 10 ] |
| 2000年（平成12年） | 30,180           | 14,732           | [ * 11 ] |
| 2001年（平成13年） | 29,294           | 14,249           | [ * 12 ] |
| 2002年（平成14年） | 27,478           | 13,474           | [ * 13 ] |
| 2003年（平成15年） | 26,736           | 12,945           | [ * 14 ] |
| 2004年（平成16年） | 26,308           | 12,770           | [ * 15 ] |
| 2005年（平成17年） | 26,024           | 12,674           | [ * 16 ] |
| 2006年（平成18年） | 26,141           | 12,797           | [ * 17 ] |
| 2007年（平成19年） | 26,352           | 13,016           | [ * 18 ] |
| 2008年（平成20年） | 26,303           | 13,041           | [ * 19 ] |
| 2009年（平成21年） | 25,401           | 12,605           | [ * 20 ] |
| 2010年（平成22年） | 24,952           | 12,395           | [ * 21 ] |
| 2011年（平成23年） | 24,724           | 12,254           | [ * 22 ] |
| 2012年（平成24年） | 25,186           | 12,493           | [ * 23 ] |
| 2013年（平成25年） | 25,183           | 12,488           | [ * 24 ] |
| 2014年（平成26年） | 24,694           | 12,222           | [ * 25 ] |
| 2015年（平成27年） | 25,539           | 12,626           | [ * 26 ] |
| 2016年（平成28年） | 25,461           | 12,595           | [ * 27 ] |
| 2017年（平成29年） | 25,961           | 12,833           | [ * 28 ] |
| 2018年（平成30年） | 26,088           | 12,918           | [ * 29 ] |
| 2019年（令和元年） | 25,845           | 12,776           | [ * 30 ] |
| 2020年（令和02年） | 19,987           | 9,912            | [ * 31 ] |
| 2021年（令和03年） | 21,536           | 10,770           | [ * 32 ] |
| 2022年（令和04年） | 23,040           |                  |          |
| 2023年（令和05年） | 23,842           |                  |          |
| 2024年（令和06年） | 24,800           |                  |          |

## 駅周辺
- ステーザ府中中河原ビル（中河原駅北口再開発ビル）
  - ライフ 府中中河原店（キーテナント、地下1階 - 2階）
  - セリア（100円ショップ）ライフ府中中河原店（ライフ2階）
  - 府中市男女共同参画センター「フチュール」[13]（4階）
  - JAマインズ 中河原支店（1階）
  - その他1階テナントとして、不動産仲介店、クリーニング店、歯科クリニック、調剤薬局、整骨院が入居する[14]。
- 府中市立住吉文化センター
  - 府中市立住吉図書館
  - その他、公民館、児童館、高齢者福祉館を併設。公園もある。
- 西友中河原店
- 西友四谷店（2012年開店[5]）
- りそな銀行 府中中河原支店
- きらぼし銀行 中河原支店
- 多摩信用金庫 中河原支店
- キユーピー 中河原工場
- 日本電気 (NEC) 中河原技術センター
- 読売新聞東京本社府中支局・印刷工場
- 府中多摩スタジオ（旧・大映テレビ府中スタジオ）
- 府中恵仁会病院
- 366リハビリテーション病院
- 府中中河原郵便局
- 東京多摩郵便局（かつての地域区分局）
- 小野神社
- 八幡神社（南町4-29）
- 府中市郷土の森博物館 当駅から徒歩約20分。

## バス路線
再開発事業により駅北口にバスロータリーが整備され、全路線が北口バスのりば「中河原駅」停留所から発着する。

### 一般路線バス
ロータリー内のJAマインズ中河原支店前にバス乗り場が設置されており、全便こちらに発着する。運行事業者は京王電鉄バス・京王バス桜ヶ丘営業所。
駅西側の府中市四谷地区を経て、国立市泉二丁目の都営泉二丁目アパートへ至る路線が運行されている。いずれも平日・土休日ともに、6 - 8時、17 - 22時台のみ運行となっており、その他時間帯の沿線アクセスは桜19（聖蹟桜ヶ丘駅 - 都営泉二丁目）や国18（聖蹟桜ヶ丘駅 - 国立駅）、および後述のちゅうバス（府中市コミュニティバス）を利用する。
- 中02：稲荷神社・三屋通り中経由 都営泉二丁目行　※朝夕のみ
- 中03：NEC正門・日新町五丁目経由 都営泉二丁目行　※平日朝1本、都営泉二丁目行きのみ
- 桜08：聖蹟桜ヶ丘駅行　※土日祝日の朝1本、聖蹟桜ヶ丘駅行きのみ
- 永80：西府駅経由 総合医療センター行[注釈 3]　※平日朝1本のみ（片道のみ運行）
- 永81：永山駅行[注釈 4]　※平日夕1本のみ（片道のみ運行）

### コミュニティバス
府中市コミュニティバス「ちゅうバス」。ロータリー内の新府中街道側にバス停が設置されており、駅舎から見て手前側が四谷六丁目・よつや苑西方面、奥側が府中駅行きの乗り場となっている。運行事業者は京王バス府中営業所。
「南町・四谷循環」として、2路線3方向の循環路線が乗り入れている。いずれも30分に1本の運行で、ちゅうバス同士で相互に乗り継ぎできるよう中河原駅での発着時間を揃えており、四谷六丁目方面～府中駅方面を中河原駅で乗り継ぐ際は車内で無料乗継券を発行する制度もある。詳しくはちゅうバスの記事を参照。
- 南町・四谷循環 よつや苑西ルート：稲荷神社・四谷三丁目経由　よつや苑西方面（循環路線）
- 南町・四谷循環 よつや苑西ルート：分倍河原駅・府中市役所経由　府中駅行（循環路線）
- 南町・四谷循環 四谷六丁目ルート：四谷六丁目・三屋通り経由　中河原駅行（循環路線）

## 隣の駅
京王電鉄
 京王線
■特急・■急行
通過
■区間急行（上りのみ）・■快速（下りのみ）・■各駅停車
分倍河原駅 (KO25) - 中河原駅 (KO26) - 聖蹟桜ヶ丘駅 (KO27)
2010年（平成22年）までは、多摩川河川敷の多摩市側の聖蹟桜ヶ丘駅付近で開催されていた「せいせき多摩川花火大会」の際に、特急・準特急・急行が臨時停車していた。2011年（平成23年）は東北地方太平洋沖地震（東日本大震災）の影響で中止され、2012年（平成24年）以降は予算不足などを理由に開催休止となっていたが、2015年（平成27年）より「せいせきみらいフェスティバル」として花火大会が復活した。ただし、当駅での臨時停車は現時点では行われていない。